# Anselm von Nenningen

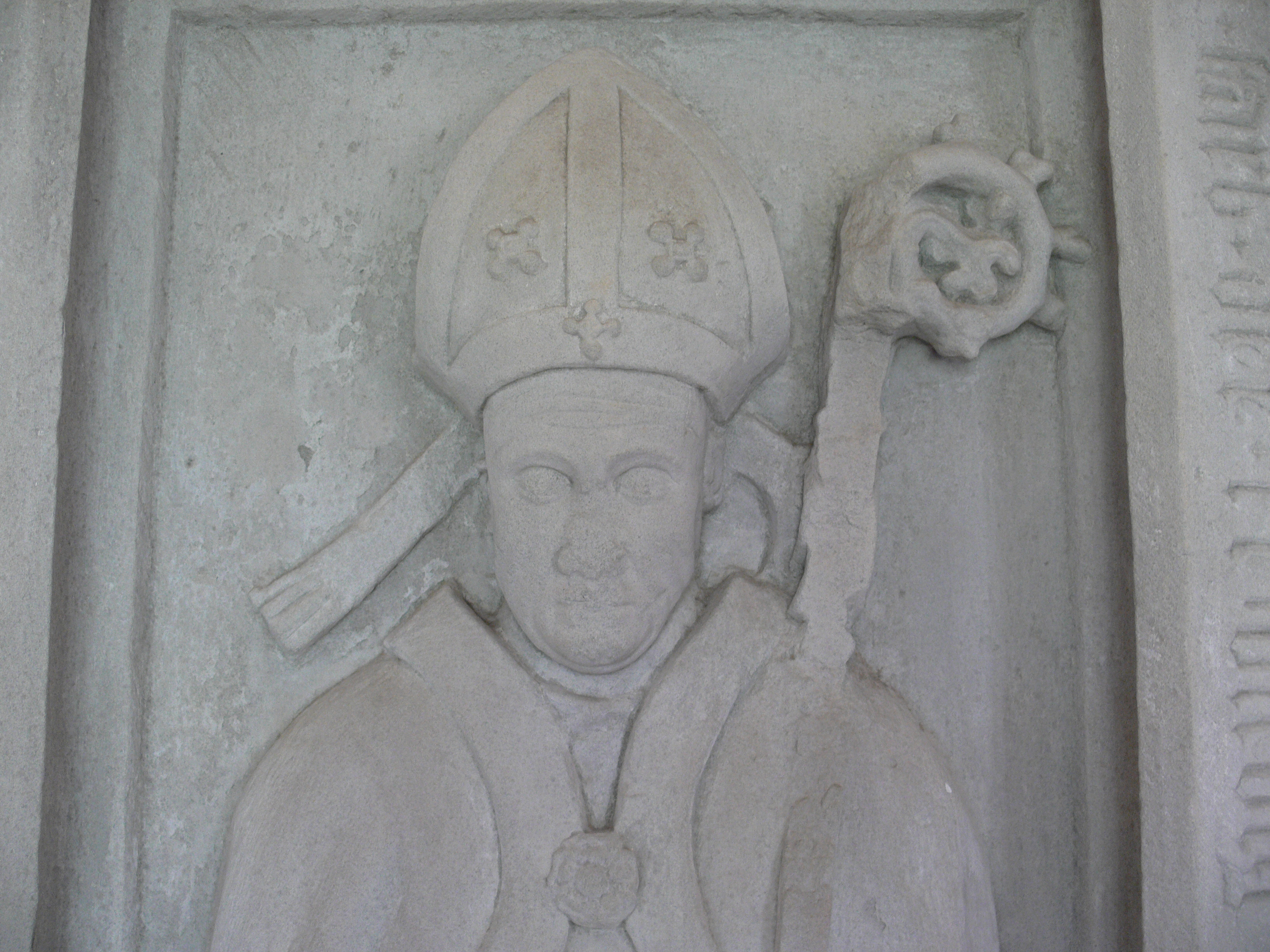
Epitaph von Anselm von Nenningen im Kloster Blaubeuren

Anselm von Nenningen (* 1350; † 10. Januar 1428 in Ulm) war von 1414 bis 1423 Bischof von Augsburg.

## Leben
Nach dem Tod des bisherigen Augsburger Bischofs Eberhard II. von Kirchberg wurde Anselm von Nenningen, der zu der Zeit Domkustos war, am 23. August 1413 vom Domkapitel zu seinem Nachfolger gewählt. Da von Nenningen in Augsburg allerdings nicht unumstritten war, wurde ihm von der Freien Reichsstadt die Anerkennung verwehrt. Dennoch zog von Nenningen am 25. November 1413 in die Stadt ein und ließ sich im Dom inthronisieren. Um seine Position zu festigen, suchte er sich verschiedene Bündnispartner, stieß aber sowohl bei König Sigismund als auch bei Gegenpapst Johannes XXIII. auf Ablehnung. Stattdessen ernannte Letzterer Friedrich von Grafeneck zum neuen Bischof. In der Folge wurde von Nenningen mit seinen Anhängern aus der Stadt verbannt und floh nach Zusmarshausen.
Am 17. September 1414 wurde der über ihn gesprochene Bann von Johannes XXIII. überraschend wieder aufgehoben, Friedrich von Grafeneck zum Bischof von Brandenburg ernannt und Anselm von Nenningen zum neuen Bischof von Augsburg – man geht davon aus, dass diese Entscheidung auf den Einfluss von Herzog Friedrich IV. von Österreich zurückzuführen ist. Von Nenningen war bis 1423 Bischof von Augsburg und starb am 10. Januar 1428 in Ulm.